# مراح المكنونة
 مراح المكنونة هي إحدى القرى اللبنانية من قرى قضاء جزين في محافظة الجنوب.